# Альтефер
Альтефер (нем. Altefähr) — община в Германии, в земле Мекленбург-Передняя Померания.
Входит в состав района Рюген. Подчиняется управлению Вест-Рюген. Население составляет 1253 человек (2009); в 2003 г. — 1335. Занимает площадь 20,59 км².

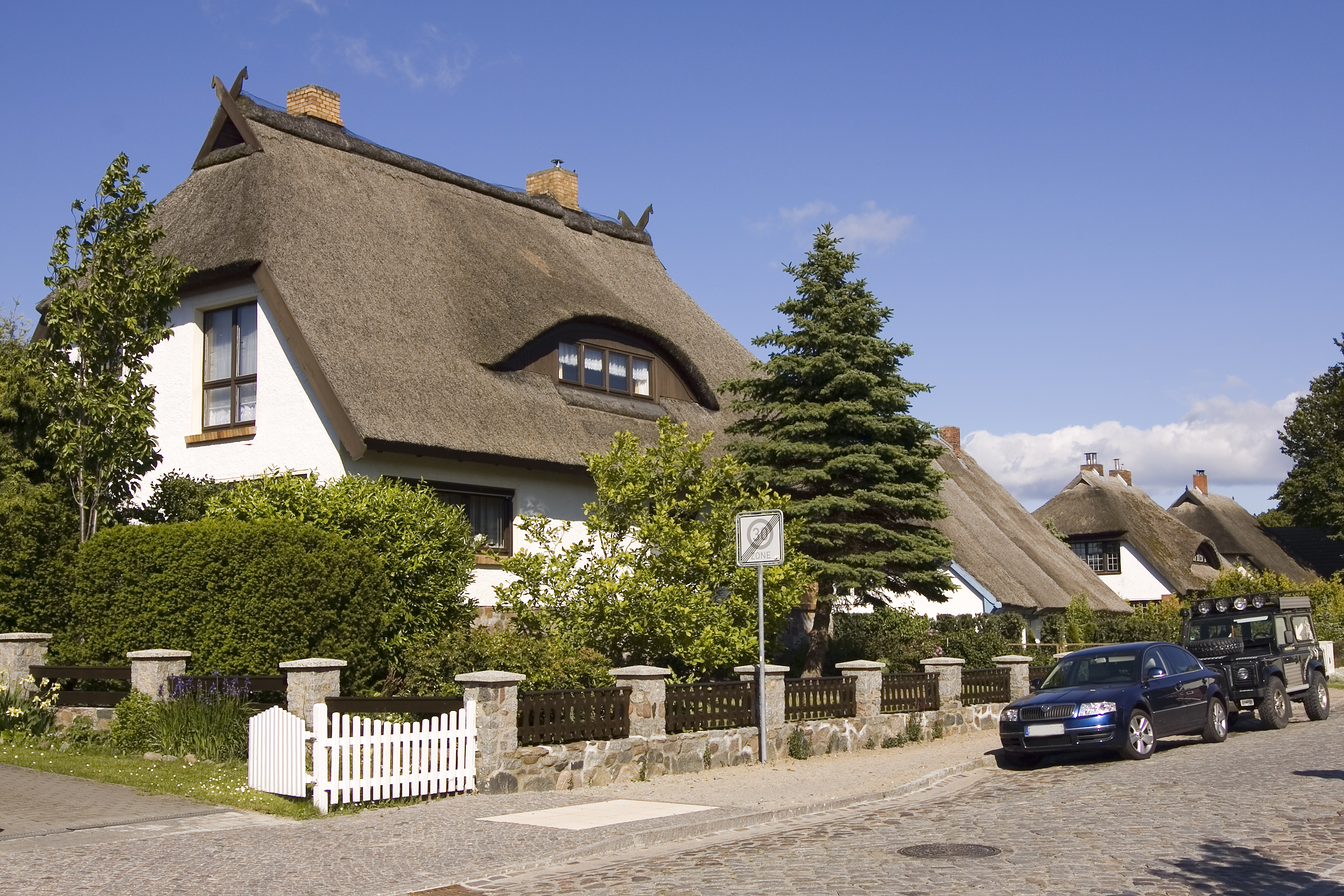
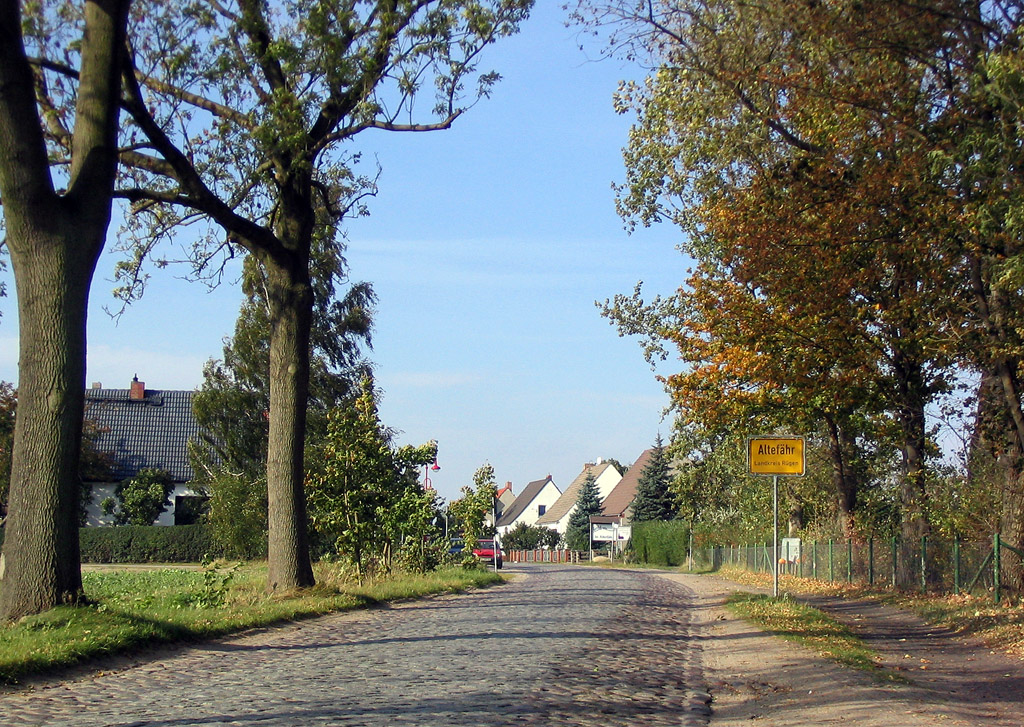